# Purgatory Afterglow
Purgatory Afterglow è il quarto album in studio del gruppo musicale progressive death metal svedese Edge of Sanity, pubblicato dalla Black Mark nel 1994. Ha 10 tracce ascoltabili più 11 tracce "unnamed" della durata di 4 secondi l'una.

## Tracce
1. Twilight – 7:51
2. Of Darksome Origin – 5:02
3. Blood-colored – 4:01
4. Silent – 5:06
5. Black Tears – 3:15
6. Elegy – 3:57
7. Velvet Dreams – 7:11
8. Enter Chaos – 2:24
9. The Sinner and the Sadness – 3:07
10. Song of Sirens – 2:33

Nella versione giapponese sono presenti due bonus track:
- 11. Until Eternity Ends (Japanese Bonus Track) − 4:02
- 12. Eternal Eclipse (Japanese Bonus Track) − 2:53

## Formazione
- Dan Swanö − voce
- Anders Lindberg − basso
- Benny Larsson − batteria
- Andreas Axelsson − chitarra
- Sami Nerberg − chitarra